# Synedoida maculosa
Synedoida maculosa là một loài bướm đêm trong họ Erebidae.